# Пасеково
Пасеково (на руски: Пасеково) е хутор в Кантемировски район на Воронежка област на Русия, железопътна станция, разположена на линията Москва – Ростов.
Административен център на селището от селски тип Пасековское.

## География
На 500 метра източно от станцията се намира археологически паметник, датиращ от 2-рото хилядолетие пр.н.е. (периода на бронзовата епоха). Той представлява група до 10 могили, с височина 4 – 5 метра.

### Улици
- ул. Железнодорожная,
- ул. Мира.

## История
Хуторът Пасеково възниква през 1871 г., в периода на строителство на железопътната линия. Името си получава от руската дума пасек – „пчелини“, слагани тук от жителите на Михайловка. По данни от 1900 г. в хутора има 3 къщи и 29 жители.
През 1926 г. в Пасеково има 15 къщи и 83 жители. По данни от 1995 г., на станцията живеят 261 души, има 116 къщи, в братската могила на хутора са погребани 76 бойци, загинали при освобождението на станцията. В Пасеково има клуб, медицински пункт, магазин, 2 ферми.

## Население
| 2010 |
| ---- |
| 221  |